# Dubné
Dubné település Csehországban, a České Budějovice-i járásban. Dubné Kvítkovice, Lipí, Litvínovice, Žabovřesky, Branišov, Břehov, Čakov, Habří, Homole és Čejkovice településekkel határos. Lakosainak száma 1733 fő (2024. január 1.).

## Népesség
A település lakosságának változását az alábbi diagram mutatja:
| Lakosok száma | 994  | 1109 | 1020 | 878  | 962  | 1079 | 1518 | 1577 | 1677 | 1733 |
|               | 1869 | 1890 | 1921 | 1950 | 1980 | 2001 | 2017 | 2019 | 2022 | 2024 |